# Odontomachus angulatus
Odontomachus angulatus är en myrart som beskrevs av Mayr 1866. Odontomachus angulatus ingår i släktet Odontomachus och familjen myror. Inga underarter finns listade i Catalogue of Life.